# Tweede Kamerverkiezingen in het kiesdistrict Leiden (1888-1918)

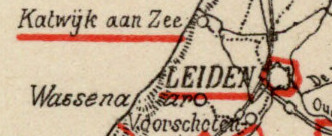
Kiesdistrict Leiden (1888)

Tweede Kamerverkiezingen in het kiesdistrict Leiden (1888-1918) geeft een overzicht van verkiezingen voor de Nederlandse Tweede Kamer in het kiesdistrict Leiden in de periode 1888-1918.
Het kiesdistrict Leiden was al ingesteld in 1848. De indeling van het kiesdistrict werd gewijzigd na de grondwetsherziening van 1887; tevens werd het kiesdistrict toen omgezet in een enkelvoudig district. Tot het kiesdistrict behoorde vanaf dat moment uitsluitend de gemeente Leiden.
Legenda
- cursief: in de eerste verkiezingsronde geëindigd op de eerste of tweede plaats, en geplaatst voor de tweede ronde;
- vet: gekozen als lid van de Tweede Kamer.

## 6 maart 1888
De verkiezingen werden gehouden na vervroegde ontbinding van de Tweede Kamer.
|                                   | 6 maart |
| --------------------------------- | ------- |
| Kiesgerechtigden                  | 2.361   |
| Opkomst                           | 2.134   |
| Geldige stemmen                   | 2.123   |
| Blanco stemmen                    | 9       |
| Kandidaten                        |         |
| H.J. Bool                         | 1.102   |
| O.J.E. van Wassenaer van Catwijck | 1.014   |

## 9 juni 1891
De verkiezingen werden gehouden na ontbinding van de Tweede Kamer.
|                                   | 9 juni |
| --------------------------------- | ------ |
| Kiesgerechtigden                  | 2.369  |
| Opkomst                           | 1.928  |
| Geldige stemmen                   | 1.916  |
| Blanco stemmen                    | 7      |
| Kandidaten                        |        |
| H.J. Bool                         | 1.049  |
| O.J.E. van Wassenaer van Catwijck | 707    |
| W.H. Jansen Catwijck              | 129    |

## 10 april 1894
De verkiezingen werden gehouden na vervroegde ontbinding van de Tweede Kamer.
|                  | 10 april |
| ---------------- | -------- |
| Kiesgerechtigden | 2.276    |
| Opkomst          | 1.723    |
| Geldige stemmen  | 1.715    |
| Blanco stemmen   | 7        |
| Kandidaten       |          |
| H.J. Bool        | 1.023    |
| H.L. Drucker     | 352      |
| H. Seret         | 335      |

## 15 juni 1897
De verkiezingen werden gehouden na ontbinding van de Tweede Kamer.
|                           | 15 juni |
| ------------------------- | ------- |
| Kiesgerechtigden          | 4.523   |
| Opkomst                   | 4.043   |
| Geldige stemmen           | 3.997   |
| Blanco stemmen            | 46      |
| Kandidaten                |         |
| A.E. van Kempen           | 2.029   |
| H.L. Drucker              | 1.772   |
| O.J.H. van Limburg Stirum | 196     |

## 14 juni 1901
De verkiezingen werden gehouden na ontbinding van de Tweede Kamer.
|                  | 14 juni |
| ---------------- | ------- |
| Kiesgerechtigden | 4.741   |
| Opkomst          | 4.021   |
| Geldige stemmen  | 3.967   |
| Blanco stemmen   | 54      |
| Kandidaten       |         |
| A.E. van Kempen  | 2.164   |
| H.L. Drucker     | 1.084   |
| W. van der Kaay  | 722     |

## 25 november 1902
Antonius van Kempen, gekozen bij de verkiezingen van 14 juni 1901, overleed op 28 oktober 1902. Om in de ontstane vacature te voorzien werd een tussentijdse verkiezing gehouden.
|                                | 25 november | 2 december |
| ------------------------------ | ----------- | ---------- |
| Kiesgerechtigden               | 4.729       | 4.729      |
| Opkomst                        | 3.917       | 4.195      |
| Geldige stemmen                | 3.825       | 4.163      |
| Blanco stemmen                 | 92          | 32         |
| Kandidaten                     |             |            |
| W. van der Vlugt               | 1.472       | 2.087      |
| J. de Lange                    | 1.756       | 2.076      |
| L. van den Berch van Heemstede | 264         |            |
| K.D. Sijtsma                   | 183         |            |
| M. Mendels                     | 150         |            |

## 16 juni 1905
De verkiezingen werden gehouden na ontbinding van de Tweede Kamer.
|                  | 16 juni | 28 juni |
| ---------------- | ------- | ------- |
| Kiesgerechtigden | 6.075   | 6.075   |
| Opkomst          | 5.441   | 5.669   |
| Geldige stemmen  | 5.361   | 5.617   |
| Blanco stemmen   | 80      | 52      |
| Kandidaten       |         |         |
| W. van der Vlugt | 2.276   | 2.910   |
| T.G. den Houter  | 2.446   | 2.707   |
| C. Plug          | 294     |         |
| F. van der Goes  | 194     |         |
| M.W.F. Treub     | 151     |         |

## 26 oktober 1906
Willem van der Vlugt, gekozen bij de verkiezingen van 16 en 28 juni 1905, trad op 18 september 1906 af om gezondheidsredenen. Om in de ontstane vacature te voorzien werd een tussentijdse verkiezing gehouden.
|                  | 26 oktober |
| ---------------- | ---------- |
| Kiesgerechtigden | 5.967      |
| Opkomst          | 5.262      |
| Geldige stemmen  | 5.181      |
| Blanco stemmen   | 81         |
| Kandidaten       |            |
| J.T. de Visser   | 2.757      |
| H. Paul          | 1.976      |
| M. Mendels       | 329        |
| H. Smissaert     | 119        |

## 11 juni 1909
De verkiezingen werden gehouden na ontbinding van de Tweede Kamer.
|                    | 11 juni |
| ------------------ | ------- |
| Kiesgerechtigden   | 6.760   |
| Opkomst            | 5.620   |
| Geldige stemmen    | 5.547   |
| Blanco stemmen     | 73      |
| Kandidaten         |         |
| J.T. de Visser     | 2.976   |
| J.H.W.Q. ter Spill | 1.080   |
| A. Kaptein         | 587     |
| G. Nijpels         | 393     |
| H. Spiekman        | 388     |
| L.L.H. de Visser   | 123     |

## 17 juni 1913
De verkiezingen werden gehouden na ontbinding van de Tweede Kamer.
|                    | 17 juni | 25 juni |
| ------------------ | ------- | ------- |
| Kiesgerechtigden   | 7.460   | 7.460   |
| Opkomst            | 6.790   | 7.037   |
| Geldige stemmen    | 6.711   | 6.986   |
| Blanco stemmen     | 79      | 51      |
| Kandidaten         |         |         |
| J.E. Heeres        | 2.689'  | 3.539   |
| P.E. Briët         | 3.234   | 3.447   |
| T. van der Waerden | 557     |         |
| J.C.B. Eykman      | 148     |         |
| L.L.H. de Visser   | 83      |         |

## 15 juni 1917
De verkiezingen werden gehouden na ontbinding van de Tweede Kamer.
|                  | 15 juni |
| ---------------- | ------- |
| Kiesgerechtigden | 8.347   |
| Opkomst          | 2.865   |
| Geldige stemmen  | 2.784   |
| Blanco stemmen   | 81      |
| Kandidaten       |         |
| J.E. Heeres      | 2.366   |
| L.L.J. de Visser | 418     |

## Opheffing
De verkiezing van 1917 was de laatste verkiezing voor het kiesdistrict Leiden. In 1918 werd voor verkiezingen voor de Tweede Kamer overgegaan op een systeem van evenredige vertegenwoordiging met kandidatenlijsten van politieke partijen.